# Louis Jacques Maurice de Bonald
Louis Jacques Maurice de Bonald (ur. 30 października 1787 w Millau, zm. 28 lutego lub 25 lutego 1870 w Lyonie), francuski duchowny katolicki, kardynał, arcybiskup Lyonu. Syn polityka Ludwika de Bonalda.

## Życiorys
Przyjął święcenia kapłańskie 22 lutego 1812. W 1815 był sekretarzem delegacji francuskiej, negocjującej w Rzymie nowy konkordat. Pełnił funkcje archidiakona katedry w Chartres, wikariusza generalnego Chartres oraz jałmużnika księcia Artois. W marcu 1823 został mianowany biskupem Le Puy-en-Velay, sakry biskupiej udzielił mu 27 kwietnia 1823 w Paryżu biskup Chartres Jean-Baptiste-Marie-Anne-Antoine de Latil. Otrzymał również honorowy tytuł asystenta Tronu Papieskiego (21 czerwca 1839). W kwietniu 1840 został przeniesiony na stolicę arcybiskupią Lyon.
1 marca 1841 Grzegorz XVI wyniósł go do godności kardynalskiej, nadając tytuł SS. Trinita al Mote Pincio. De Bonald nie brał udziału w konklawe po śmierci Grzegorza XVI w 1846. W 1852 został mianowany członkiem Senatu Francji.
Został pochowany w katedrze metropolitalnej w Lyonie.